# Russula foetens
Russula foetens, o rúsula fétida, es un hongo basidiomiceto no comestible, de la familia Russulaceae, muy abundante en los bosques de la zona mediterránea. Su seta, o cuerpo fructífero, aflora solitaria o en grupos pequeños, en verano y otoño. Su basónimo es Agaricus foetens Pers. 1796, y el epíteto específico, foetens, significa "de olor desagradable".

## Descripción
La seta de esta especie presenta un sombrero de entre 5 y 18 centímetros de diámetro, con forma de globo en ejemplares jóvenes, que toma forma convexa más tarde y finalmente extendida, momento en el que en la parte central se forma una pequeña depresión. La cutícula es glutinosa y de color ocre, acanalada en el borde y fácilmente separable hasta la mitad del radio del sombrero. Presenta láminas apretadas y bifurcadas, así como pequeñas laminitas entre ellas. Son de color blanco en ejemplares jóvenes y de color crema más tarde, y al rozarlas toman un color pardo. Las setas jóvenes producen una especie de látex amarillento al cortarlas, que deja manchas de color ocre. El pie mide entre 8 y 13 centímetros de largo y entre 2 y 3,5 de ancho, y es de color blanco manchado en ocre en la parte más cercana al suelo. En las setas maduras, el pie tiene una textura cavernosa. Su carne es blanca y huele a rancio, con sabor amargo al principio y picante después.

## Posibilidades de confusión
Es posible confundir la seta de esta especie con la de R. subfoetens, cuyo olor es menos fétido y cuya carne reacciona con sosa o potasa tomando un color amarillo. Por el contrario, la carne de R. foetens se vuelve de color crema. También es muy parecida a R. grata, que tiene un fuerte olor a almendras amargas. Otra especie con la que presenta similitudes es R. sororia, que tiene un sombrerillo parecido, pero es más viscoso y no tiene una forma tan globosa como la de los ejemplares jóvenes de R. foetens.